# أمريكا سبيكس
أمريكا سبيكس منظمة غير ربحية، كانت قائمة في واشنطن، بهدف «إشراك المواطنين في القرارات العامة التي تؤثر في حيواتهم». ركزت في محاولة خلق فرص للمواطنين للتأثير في القرارات، وتشجيع المسؤولين على اتخاذ قرارات مستنيرة متينة. هيأت أمريكا سبيكس أساليب تداوُل -كاجتماع بلدية القرن الحادي والعشرين- فتحت باب المناقشة أمام 500-5,000 مشارك. مؤسِّس أمريكا سبيكس ورئيسها هو كارولين لوكِنْسِماير. كان للمنظمة عدة شركاء: مجموعات تخطيط إقليمي، وهيئات حكومية محلية ودولية، ومنظمات محلية ودولية. تضمنت قضاياها: إصلاح الضمان الاجتماعي، وإعادة تطوير «أرض الصفر» في نيويورك، وإعادة إعمار نيو أورلينز.

## تاريخها
تأسست أمريكا سبيكس في 1995، ومن ساعتها أشركت أكثر من 130,000 إنسان في أكثر من 50 منتدًى كبيرًا في الولايات الخمسين وقطاع كولومبيا. استهدفت أمريكا سبيكس جمع المواطنين للتناقش في قضايا سياسية هامة. ونتائج تلك الاجتماعات كان يُلفت إليها انتباه متخذي القرارات، على أمل أن تؤثر مساهمات المواطنين في السياسة.
شعرت كارولين لوكنسماير (رئيسة أمريكا سبيكس) في 1994 -بعد أكثر من 10 سنين من الخدمة في القطاع العام- بأن المواطنين يزداد استبعادهم من عملية اتخاذ القرارات العامة. فسافرت إلى الولايات المتحدة وعقدت اجتماعات لتكوين تصوُّر نموذجي لمنتديات كبيرة يُشرَك فيها المواطنون، ولكيفية توظيف تلك المنتديات في النقاشات الوطنية الدائرة حول القضايا السياسية العامة المهمة.
كانت مهمة أمريكا سبيكس: خلق آليات ابتكارية يستطيع المواطنون من خلالها تعزيز صوتهم في الحكم المحلي والإقليمي والوطني، ودعم الديمقراطية من خلال تطوير بنية تحتية وطنية تَصلح للتداول الديمقراطي وإش راك المواطنين.
في يناير 2014 كانت نهاية أمريكا سبيكس.

## اجتماع بلدة القرن الحادي والعشرين
عقدت أمريكا سبيكس «اجتماع بلدة القرن الحادي والعشرين» لخلق فرص لإشراك المواطنين إشراكًا هادفًا في اتخاذ القرارات العامة. استهدفت هذه العملية تطوير «اجتماع بلدة نيو إنجلاند» لتلبية احتياجات المواطنين ومتخذي القرارات الحاليين وديمقراطيتهم. لم تكن هذه الاجتماعات مجالس تشريعية رسمية -على عكس معظم اجتماعات بلدة نيو إنجلاند-، ولذا فالقرارات التي استقرت عليها لم تكن ملزمة.
خرج «اجتماع بلدة القرن الحادي والعشرين» عن الأساليب التقليدية للتشارُك العام (التي من قبيل جلسات الاستماع العامة). ركز اجتماع بلدة القرن الحادي والعشرين في إتاحة المناقشة والتداول للمواطنين أنفسهم، بدلًا من الخُطَب أو جلسات الأسئلة والأجوبة. استهدف اجتماع البلدية جمع فئات متنوعة من المواطنين، لإجراء مناقشات متعمقة في القضايا السياسية المهمة حول موائد مستديرة (لكل مائدة 10-12 مشاركًا). كان يدعم كلَّ مناقشة مساعدٌ مدرَّب، لإبقاء تركيز المشاركين منصبًّا على المهمة، وتلقى المشاركون إرشادات تزيد معلوماتهم عن القضية التي بين أيديهم.
كان لدى كل مائدة وسائل تقنية تسجِّل كل نقاش، ثم تُجمع النتائج في مجموعة من التَّوصِيات الجماعية. كانت كل مائدة تقدم اقتراحاتها بواسطة حواسيب تعاونية لاسلكية، وكان لكل مشارك أن يصوِّت لاقتراحات محددة بواسطة لوحة مفاتيح. أتاحت هاتان التقنيتان التصويت وتقييم التقارير بصورة فورية. كانت نتائج النقاشات تُعرض على المشاركين بعد دقائق، ونتائج التصويتات بعد ثوان. والاقتراحات النهائية صوّتت عليها المجموعة كلها لتقديمها إلى متخذي القرارات. قبل نهاية الاجتماع كانت النتائج تُضم في تقرير، وتُوزَّع على المشاركين ومتخذي القرارات ووسائل الإعلام عند المغادرة.

### اجتماع قمة القرن الحادي والعشرين
عُقد اجتماع قمة القرن الحادي والعشرين لمساعدة قادة المنظمات على استغلال مجموع حِكمة مفوِّضيهم والأطراف المعنية بمنظماتهم، من خلال اجتماعات واسعة النطاق. كان المشاركون في النقاشات يحددون الأولويات المشتركة، ويقدمون اقتراحاتهم فيما يتعلق بالخطط والسياسات الأساسية. حاولت أمريكا سبيكس مساعدة الحضور على بحث القضايا والمفاضلات المهمة، وتعميق ارتباطهم والتزامهم بالخطوات اللاحقة. لأمريكا سبيكس خبرة اكتسبتها من إنفاق أكثر من عقد على إشراك عدد كبير من الأعضاء والموظفين والأطراف المعنية -في كل اجتماع لها يحضر 50-5,000 واحد- في النقاشات الاستراتيجية الهادفة. امتاز الاجتماع بتقنيات حديثة وحوار ميسَّر، وأتاح الأدوات اللازمة لتمكين المجموعات من دراسة الخيارات المهمة وتحديد الأولويات المشتركة.

## أمثلة بارزة
تناولت اجتماعات أمريكا سبيكس القرارات المحلية والوطنية.

### الأمريكيون يتناقشون في الضمان الاجتماعي
كان «الأمريكيون يتناقشون في الضمان الاجتماعي» جهدًا غير حزبي بُذل في 1998 بتمويل من «صناديق بيو الخيرية»، وأَشرك عيّنة متنوعة من الأمريكيين في حوار حول إصلاح الضمان الاجتماعي، وأوصى بأن يَدعم الكونجرس الأمريكي التشريعات التي تعكس تفضيلات المواطنين. على مدى 15 شهرًا أشرك المشروع نحو 45,000 أمريكي من الولايات كلها في نقاشات مباشرة حول إصلاح الضمان الاجتماعي. وامتدت النقاشات إلى أكثر من 12 مليون أمريكي من خلال وسائل إعلام المشروع وجهوده في التعليم العام.

### اجتماع قمة المُواطن في واشنطن
بين 1999 و2005 شارك أمريكا سبيكس رئيسُ البلدية أنتوني ويليامز، لإحياء ثقة أهل واشنطن بالحكومة، وجمع اقتراحات لتخصيصات الميزانية. شارك أكثر من 13,500 مواطن في 7 من اجتماعات بلدة القرن الحادي والعشرين. أدت اجتماعات القمة هذه إلى صرف ملايين الدولارات لمناطق أعرب المواطنون عن قلقهم من حالها، ومن تلك النفقات: 270 مليون دولار إضافي للتعليم، و10 ملايين دولار لخدمات كبار السن، و1,000 منفذ جديد للعلاج العقاقيري، و25 مليون دولار إضافي لصندوق الإسكان الائتماني، ومليونا دولار لإشراك المواطنين، ونحو 20 مليون دولار لمزيد من المبادرات المتعلقة بالشرطة وقضايا الأحداث. وفوق هذا أَسس مكتب رئيس البلدية مكتب «فعالية الحي»، ليضمن أن يكون للمواطنين صوت في صياغة أولويات المدينة.

### إعادة تطوير أرض الصفر
في 2002 أقيمت فعالية «الاستماع إلى المدينة» في مركز جافيتس بنيويورك، بمشاركة 4300 مواطن -عكسوا ما تمتاز به تلك المنطقة من تنوع سكاني- في تخطيط مستقبل أرض الصفر. شارك مسؤولون من هيئة الميناء ومؤسسة تطوير وسط مانهاتن في رعاية الاجتماع، وأدمجوه في عمليتهم الرسمية الخاصة بإشراك العامّة. بعد يوم من المداولات المكثفة، انتهى المشاركون إلى أن الخطط الأصلية الخاصة بإعادة تطوير مركز التجارة العالمي فشلت في تلبية احتياجات المدينة. بعد مرور أسبوع على الفعالية، أعلن متخذو القرارات أن الخطط سيُعاد وضعها بما يماشي أولويات العامة. استطاع 800 آخرون من مواطني نيويورك أن يشاركوا في النقاش عبر الإنترنت على مدى أسبوعين، واستعرضوا خيارات الموقع في مجموعات إنترنت صغيرة.